# دار الأوبرا العراقية
دار الأوبرا العراقية هي مشروع بناية مخصصة لأنشطة عزف الأوبرا، مطلة على نهر دجلة، في منطقة الصالحية، في مقاطعة كرادة مريم، في صوب الكرخ، وسط بغداد، تابعة لوزارة الثقافة العراقية التي نظمّت مسابقةً لتصميم الدار سنة 2009، وأُعلن عن وضع حجر الأساس وتوقيع عقدها سنة 2011، غير أن المشروع تلكّأَ أكثر من عشر سنوات، تصميم البناية أن تكون ذات طابقين واجهتها مقوّسة كالمضايف العراقية الجنوبية، يرى مؤرخون أن تلك المضايف نموذج للبناء السومري في حضارة سومر العراقية، وفي تصميم دار الأوبرا قاعتان كبيرتان، تسع الأولى 1500 شخص، والأخرى 750، وفي الدار قاعات للفنون السمعية والبصرية والتشكيلية، ومكتبة ثقافية أدبية، وقاعة استقبال ضيوف وقاعة طعام، وقاعة أعلام كبيرة، وملحق بالدار أبنية خدمية، ويحيط بها مساحات خضراء، ومسرح صيفي يتسع لخمسمئة شخص. وفي يوم 23 شباط سنة 2023 اجتمع محمد شياع السوداني، وبعض وزرائه للنظر في استئناف مشروع بناء الدار.

## تاريخ الأوبرا

جلسة مجلس وزراء العراق لاستئناف بناء دار الأوبرا سنة 2023

بدأ التخطيط لبناء دار للأوبرا في العهد الملكي العراقي، إذ دعا مجلسُ الإعمار فرانكَ لويدرايت لتصميم دار للأوبرا، وذكرت مجلةُ الأديب المنشورة سنة 1960 الميلادية أن داراً للأوبرا العراقية خُطّط لها أن تُشيّد في ساحة الفتح في الكرادة الشرقية قريبة من السفارة الأمريكية على أرض مساحتها 37 ألف متر مربع، وفي أواخر ثمانينات القرن العشرين، هُدمت بيوت سكنية في منطقة كرادة مريم مطلة على نهر دجلة بين جسر الجمهورية وفندق المنصور ميليا، وذُكر أن مكان الهدم مخطط له أن يكون داراً للأوبرا. وفي يوم 14 أيلول سنة 1989 صدر قرار مجلس قيادة الثورة رقمه 564 ذُكر فيه أنه "استناداً إلى أحكام الفقرة (أ) من المادة الثانية والأربعين من الدستور، قرر مجلسُ قيادة الثورة ما يلي: أولاً – يُمهل شاغلو الدور المستملكة لأغراض مشروع دار الأوبرا الواقعة بين جسر الجمهورية وفندق المنصور ميليا في بغداد مدة ستة أشهر لاخلائها اعتبارا من تاريخ تبليغهم بالإخلاء من الجهة المختصة، ثانياً– تمنح المحاكم من سماع الدعاوى الناشئة عن تطبيق هذا القرار، ثالثاً – ينشر هذا القرار في الجريدة الرسمية ويتولى وزيرا الثقافة والإعلام والعدل تنفيذه، صدام حسين، رئيس مجلس قيادة الثورة".